# Phlaeoba albonema
Phlaeoba albonema är en insektsart som beskrevs av Zheng, Z. 1981. Phlaeoba albonema ingår i släktet Phlaeoba och familjen gräshoppor. Inga underarter finns listade i Catalogue of Life.